# Tal Ben-Haim (1989)
Tal Ben-Haim (Hebreeuws: טל בן חיים) (Kefar Sava, 5 augustus 1989) is een Israëlisch voetballer die bij voorkeur als linksbuiten speelt. In 2013 verruilde hij Hapoel Tel Aviv voor Maccabi Tel Aviv. In 2011 debuteerde hij in het Israëlisch voetbalelftal.

## Clubcarrière

### Maccabi Petach Tikwa
Ben-Haim kwam op veertienjarige leeftijd in de jeugdopleiding van Maccabi Petach Tikwa. In het seizoen 2007/08 speelde hij voor het opleidingsteam en maakte hij negentien doelpunten in de Israeli Noar Premier League, later in het seizoen maakte hij zijn opwachting in het eerste elftal. Op 3 mei 2008 maakte hij zijn debuut in een wedstrijd tegen Bnei Jehoeda Tel Aviv. Zijn eerste doelpunt in de Ligat Ha'Al maakte hij op 24 mei 2008 tegen Hapoel Tel Aviv.
In het seizoen 2008/09 was Ben-Haim een vaste waarde in het elftal, een seizoen later vormde hij een aanvalsduo met Omer Damari. Aan het einde van de zomertransferperiode in 2011 leek Ben-Haim een transfer te maken naar Hapoel Tel Aviv, de club waar Ben-Haims aanvalspartner Demari eerder die periode al naar was vertrokken. De deal ging echter niet door en Ben-Haim bleef het komende seizoen in dienst van Maccabi Petach Tikwa. Aan het eind van dat seizoen, dat weinig succesvol was, degradeerde de club.

### Hapoel Tel Aviv
Op 16 juli 2012 tekende Ben-Haim een contract voor twee jaar bij Hapoel Tel Aviv. In het contract werd door Maccabi Petach Tikwa een doorverkooppercentage van 75% bedongen, en werd de gelimiteerde afkoopsom van €1.500.000,- vastgesteld. Ben-Haim maakte zijn debuut voor zijn nieuwe ploeg op zijn 23e verjaardag, 5 augustus 2012, in een Toto Cup-wedstrijd. Zeven dagen later maakte hij zijn eerste doelpunt in de Toto Cup-wedstrijd tegen Maccabi Netanja. Op 23 augustus 2012 maakte hij zijn Europese debuut in een kwalificatiewedstrijd tegen het Luxemburgse F91 Dudelange, in diezelfde wedstrijd wist hij eenmaal te scoren. Drie dagen later maakte hij zijn eerste competitiedoelpunt voor Hapoel Tel Aviv in een wedstrijd tegen Hapoel Ironi Rishon LeZion.

### Maccabi Tel Aviv
Op 25 juni 2013 werd Ben-Haim aangetrokken door Maccabi Tel Aviv voor een bedrag van €1.100.000,- en een toekomstig doorverkooppercentage van 25% aan Maccabi Petach Tikwa. Ben-Haim tekende een contract voor vier jaar. Hij maakte zijn debuut voor de club op 17 juli 2013 in de tweede voorronde voor de Champions League in een wedstrijd tegen het Hongaarse Győri ETO. Ben-Haim maakte zijn eerste doelpunt voor de club in de terugwedstrijd, die een week later werd gespeeld.
In de eerste speelronde van de Ligat Ha'Al 2013/14 maakte Ben-Haim zijn competitiedebuut. In de met 2–0 gewonnen wedstrijd tegen Hapoel Akko gaf hij een assist.

## Interlandcarrière
Op 29 maart 2011 maakte Ben-Haim zijn debuut in het Israëlisch voetbalelftal in de EK-kwalificatiewedstrijd tegen Georgië. In de 59e minuut, zes minuten nadat hij was ingevallen voor Bibras Natkho, maakte Ben-Haim het enige doelpunt van de wedstrijd.
| Interlands van Tal Ben-Haim voor Israël | Interlands van Tal Ben-Haim voor Israël | Interlands van Tal Ben-Haim voor Israël | Interlands van Tal Ben-Haim voor Israël | Interlands van Tal Ben-Haim voor Israël | Interlands van Tal Ben-Haim voor Israël |
| №                                       | Datum                                   | Wedstrijd                               | Uitslag                                 | Competitie                              | Goals                                   |
| Als speler bij Maccabi Petach Tikwa     | Als speler bij Maccabi Petach Tikwa     | Als speler bij Maccabi Petach Tikwa     | Als speler bij Maccabi Petach Tikwa     | Als speler bij Maccabi Petach Tikwa     | Als speler bij Maccabi Petach Tikwa     |
| --------------------------------------- | --------------------------------------- | --------------------------------------- | --------------------------------------- | --------------------------------------- | --------------------------------------- |
| 1                                       | 29 maart 2011                           | Israël – Georgië                        | 1 – 0                                   | EK 2012 (kwalificatie)                  | 59'                                     |
| 2                                       | 4 april 2011                            | Letland – Israël                        | 1 – 2                                   | EK 2012 (kwalificatie)                  |                                         |
| 3                                       | 11 oktober 2011                         | Malta – Israël                          | 0 – 2                                   | EK 2012 (kwalificatie)                  |                                         |
| Als speler bij Maccabi Tel Aviv         |                                         |                                         |                                         |                                         |                                         |
| 4                                       | 11 oktober 2013                         | Portugal – Israël                       | 1 – 1                                   | WK 2014 (kwalificatie)                  |                                         |
| 5                                       | 15 oktober 2013                         | Israël – Noord-Ierland                  | 1 – 1                                   | WK 2014 (kwalificatie)                  |                                         |
| 6                                       | 28 mei 2014                             | Mexico – Israël                         | 3 – 0                                   | Vriendschappelijk                       |                                         |
| 7                                       | 1 juni 2014                             | Honduras – Israël                       | 2 – 4                                   | Vriendschappelijk                       |                                         |
| 8                                       | 10 oktober 2014                         | Cyprus – Israël                         | 1 – 2                                   | EK 2016 (kwalificatie)                  |                                         |
| 9                                       | 13 oktober 2014                         | Andorra – Israël                        | 1 – 4                                   | EK 2016 (kwalificatie)                  |                                         |
| 10                                      | 16 november 2014                        | Israël – Bosnië en Herzegovina          | 3 – 0                                   | EK 2016 (kwalificatie)                  |                                         |
| 11                                      | 28 maart 2015                           | Israël – Wales                          | 0 – 3                                   | EK 2016 (kwalificatie)                  |                                         |
| 12                                      | 31 maart 2015                           | Israël – België                         | 0 – 1                                   | EK 2016 (kwalificatie)                  |                                         |
| 13                                      | 12 juni 2015                            | Bosnië en Herzegovina – Israël          | 3 – 1                                   | EK 2016 (kwalificatie)                  | 41'                                     |

Bijgewerkt op 25 juni 2015.

## Erelijst
Maccabi Tel Aviv
- Ligat Ha'Al

2013/14, 2014/15
- Beker

2014/15
- Toto Cup

2014/15
2 Cohen ·
3 Revivo ·
4 Lemkin ·
5 Nachmias ·
6 Asante ·
7 Zahavi  ·
9 Turgeman ·
11 Yehezkel ·
13 Shlomo ·
14 Van Overeem ·
15 Malede ·
16 Kanichowsky ·
16 Patati ·
18 Stojić ·
19 Madmon ·
20 Addo ·
22 Melika ·
23 Sluga ·
27 Davidadza ·
28 Sissokho ·
33 Layous ·
36 Shahar ·
42 Peretz ·
55 Bitton ·
77 Davida ·
90 Mishpati ·
Coach: Lazetić